# Јована Прековић
Јована Прековић (Аранђеловац, 20. јануар 1996) јесте бивша српска каратистикиња и репрезентативка Србије у тој борилачкој вештини. Такмичила се за Карате клуб „Књаз” из Аранђеловца. Тренер јој је била Роксанда Атанасов.
Освојила је златну медаљу на Олимпијским играма у Токију 2020.
Прековићева је била олимпијски, двоструки светски и двоструки европски шампион у категорији кумите до 61 килограма.

## Биографија
Прековићева је рођена у Швајцарској, где су радили њени родитељи. Рано детињство провела је са баком и деком у околини Аранђеловца (село Мисача).
Завршила је основну школу „Светолик Ранковић” и гимназију „Милош Савковић” у Аранђеловцу. Тренутно је студент Факултета за спорт и физичко васпитање и Факултета Унион — Никола Тесла у Београду.
Каратеом је почела да са бави са пет година. Заједно са старијом сестром Јеленом тренирала је под патронатом Роксанде Атанасов у карате клубу „Књаз” из Аранђеловца. Од почетка каријере је у истом клубу и са истим тренером.
Њена сестра, Јелена Прековић, такође је каратисткиња и репрезентативац Србије.
Прековићева је донела прву – и до сада једину – златну медаљу у каратеу за Србију на олимпијским играма.
У својој каријери освајала је бројне медаље, међу којима су највредније олимпијско злато (Токио 2020), светско злато (Мадрид 2018, Дубаи 2021), европско злато (Пореч 2021, Измит 2017).
Јована је војни службеник, припадница Спортске јединице Министарства Одбране Републике Србије.
Олимпијски комитет Србије доделио јој је награду за најбољу спортисткињу 2021. године.

## Награде

### Друге награде
- 2022: Награда Браћа Карић

## Признања
Одлуком Олимпијског комитета Србије Прековић је била носилац заставе Србије на затварању Летњих олимпијских игара у Токију 2020.

## Резултати
Међу резултатима се истичу златна олимпијска медаља, златна медаља на Светском сениорском првенству и две златне медаље са европских сениорских шампионата, све у дисциплини кумите до 61 кг.
| Година | Место       | Такмичење                               | Тип такмичења        | Категорија                | Пласман |
| ------ | ----------- | --------------------------------------- | -------------------- | ------------------------- | ------- |
| 2021   | Дубаи       | WKF Светски сениорски шампионат         | Светско првенство    | Кумите до 61кг            |         |
| 2021   | Токио       | Летње олимпијске игре 2020              | Олимпијске игре      | Кумите до 61кг            |         |
| 2021   | Пореч       | EKF Европски сениорски шампионат        | Европско првенство   | Кумите до 61кг            |         |
| 2021   | Лисабон     | Карате1 Премиер лига                    | Карате1 Премиер лига | Кумите до 61кг            |         |
| 2021   | Истанбул    | Карате1 Премиер лига                    | Карате1 Премиер лига | Кумите до 61кг            |         |
| 2020   | Сантјаго    | Карате1 Серија А                        | Карате1 Серија А     | Кумите до 61кг            | 2       |
| 2019   | Москва      | Карате1 Премиер лига                    | Карате1 Премиер лига | Кумите до 61кг            | 3       |
| 2019   | Монтреал    | Карате1 Серија А                        | Карате1 Серија А     | Кумите до 61кг            | 2       |
| 2019   | Шангај      | Карате1 Премиер лига                    | Карате1 Премиер лига | Кумите до 61кг            | 2       |
| 2018   | Мадрид      | WKF Светски сениорски шампионат         | Светско првенство    | Кумите до 61кг            |         |
| 2018   | Токио       | Карате1 Премиер лига                    | Карате1 Премиер лига | Кумите до 61кг            | 3       |
| 2018   | Дубаи       | Карате1 Премиер лига                    | Карате1 Премиер лига | Кумите до 61кг            | 2       |
| 2017   | Окинава     | Карате1 Серија А                        | Карате1 Серија А     | Кумите до 61кг            |         |
| 2017   | Измит       | EKF Европски сениорски шампионат        | Европско првенство   | Кумите до 61кг            |         |
| 2017   | Ротердам    | Карате1 Премиер лига                    | Карате1 Премиер лига | Кумите до 61кг            | 3       |
| 2017   | Париз       | Карате1 Премиер лига                    | Карате1 Премиер лига | Кумите до 61кг            |         |
| 2016   | Монпеље     | EKF Европски сениорски шампионат        | Европско првенство   | Кумите до 61кг            | 3       |
| 2016   | Лимасол     | EKF шампионат за јуниоре, кадете и U21  | Европско првенство   | Кумите до 61кг (Испод 21) | 2       |
| 2014   | Охрид       | Балканско сениорско првенство           | Балканско првенство  | Кумите до 55кг            |         |
| 2014   | Подгорица   | Медитеранско првенство за сениоре       | Медитеранске игре    | Кумите до 61кг            | 3       |
| 2013   | Гвадалахара | Светски шампионат за кадете и јуниоре   | Светско првенство    | Кумите до 59кг (јуниор)   | 3       |
| 2013   | Крагујевац  | Балканско првенство за кадете и јуниоре | Балканско првенство  | Кумите до 59кг (јуниор)   | 3       |
| 2013   | Конија      | EKF Првенство за кадете и јуниоре       | Европско првенство   | Кумите до 59кг (јуниор)   | 3       |

- Извор:[10]

### Биланс важних сениорских медаља
| Такимчење            |   | 2 | 3 | Укупно |
| -------------------- | - | - | - | ------ |
| Олимпијске игре      | 1 | 0 | 0 | 1      |
| Светска првенства    | 2 | 0 | 0 | 2      |
| Европска првенства   | 2 | 0 | 1 | 3      |
| Карате1 Премиер лига | 3 | 2 | 3 | 8      |
| Карате1 Серија А     | 1 | 2 | 0 | 3      |
| Укупно               | 9 | 4 | 4 | 17     |

### Пут до злата на ОИ 2020.
Прековић је победила у свих шест борби (четири у групи, полуфинале и финале).
Место и време одржавања олимпијског карате турнира: Нипон Будокан Арена, Токио, Јапан (6. август 2021).
| Фаза       | Борба                                          | Резултат | И | В | Ј | Напомена       |
| ---------- | ---------------------------------------------- | -------- | - | - | - | -------------- |
| Група Б    | Јована Прековић Бтисам Садини                  | 3-1      | 1 | 0 | 0 | Сеншу Садини   |
| Група Б    | Јована Прековић Бтисам Садини                  | 3-1      | 0 | 0 | 1 | Сеншу Садини   |
| Група Б    | Јована Прековић Александра Ванеса Гранде Риско | 1-0      | 0 | 0 | 1 | Сеншу Прековић |
| Група Б    | Јована Прековић Александра Ванеса Гранде Риско | 1-0      | 0 | 0 | 0 | Сеншу Прековић |
| Група Б    | Јована Прековић Анита Серогина                 | 6-4      | 1 | 1 | 1 | Сеншу Прековић |
| Група Б    | Јована Прековић Анита Серогина                 | 6-4      | 1 | 0 | 1 | Сеншу Прековић |
| Група Б    | Јована Прековић Ђијана Фарук (Лотфи)           | 1-1      | 0 | 0 | 1 | Сеншу Прековић |
| Група Б    | Јована Прековић Ђијана Фарук (Лотфи)           | 1-1      | 0 | 0 | 1 | Сеншу Прековић |
| Полуфинале | Јована Прековић Мерве Џобан                    | 2-0      | 0 | 0 | 2 | Сеншу Прековић |
| Полуфинале | Јована Прековић Мерве Џобан                    | 2-0      | 0 | 0 | 0 | Сеншу Прековић |
| Финале     | Јована Прековић Јин Шјаојан                    | 0-0      | 0 | 0 | 0 | Хантеи (3-1)   |
| Финале     | Јована Прековић Јин Шјаојан                    | 0-0      | 0 | 0 | 0 | Хантеи (3-1)   |